# Songhairiket
Songhairiket var ett rike i Västafrika som bildades under 1000-talet runt staden och handelsplatsen Gao.

## Historia

### Lydstat
Under ledning av Mansa Musa lades Gao under Maliriket under början av 1300-talet. 1375 kom en ny kungadynasti till makten i Gao och vägrade då att betala tribut till det nu försvagade Maliriket.

### Storhetstid
Under andra delen av 1400-talet hade Songhairiket sin storhetsperiod när det under kung Sonni Dandi tog över kontrollen av området kring floden Niger och handelsvägarna från det sönderfallande Maliriket.
Dandis son Sonni Ali Ber ("den store") fortsatte erövringarna och byggde upp en ansenlig flotta. 1468 intogs Timbuktu och 1473 Djenné, efter fler års belägring. Därmed kontrollerades alla stora städer i regionen.

### Nedgång och fall
På 1590-talet kom en plötslig invasion från Marocko som avslutade Songhairikets gyllene era.
I och med Songhairikets nederlag så avslutades epoken av medeltida västafrikanska imperier.
Songhairikets sista utpost, huvudstaden Timbuktu, föll när Frankrike invaderade 1893.

## Kungar
Kungarna i Gao och Songhairiket gick under benämningen sonni och askia.
Regentlängden delas in i tre dynastier: Za (c:a 690-1275), Sonni (1275-1493) och Askiya (1493-1901.

### Sunni Ali (1464-1493)
Huvudartikel: Sonni Ali Ber
Sonni Ali tillträdde 1464 regeringen i Gao och påbörjade då med hjälp av sina arméer en konsekvent erövring av Malirikets territorier. Han skapade även en ny och effektivare organisation i riket och byggde upp en flotta på Nigerfloden.

### Muhammed (1493-1528)
Sunni Alis efterträdare askia Muhammed återställde islams inflytande i riket. Han expanderade även riket i väster, öster och norr vilket ledde till att riket blev större än Maliriket. Muhammed regerade tills han var 80 år gammal och dog några år efter att han avsatts. Hans grav finns i Gao och är ganska välbevarad.